# I figli del marchese Arturo
I figli del marchese Arturo è una commedia di Giuseppe Giacosa. Venne rappresentata per la prima volta al Teatro Manzoni di Milano il 1º dicembre 1873 dalla compagnia Marini-Ciotti.

## Trama
Il primo atto si svolge in casa del marchese Arturo, gli altri tre in casa Montalbano.

### Atto primo
Arturo e il figlio Giorgio si preparano a partire per la villeggiatura. Si recheranno a Pianavilla, dove risiedono la sorella di Giorgio, Anna, e il marito, il conte Alberto Montalbano. Arturo invita anche il duca Rialto, nella speranza che nasca una simpatia tra lui e Pia, la sorella di Alberto. Anche Anna, di cui Rialto è stato spasimante prima del matrimonio con Alberto, ha dei programmi per Pia, che ritiene essere un'ammiratrice di Giorgio.
Poco prima della partenza giunge il barone Filippo Zampi. Egli mantiene un finto studio da pittore, nel quale riceve le proprie amanti. Lo stesso studio viene occasionalmente prestato agli amici, tra cui Giorgio. Proprio nello studio si era recata poche ore prima la contessa Montemario, l'amante di Giorgio, appena rimasta vedova, credendo di trovarvi lo stesso Giorgio, per dargli notizia della morte del marito. Giorgio apprende così la notizia da Zampi, che ora è in fuga per evitare l'ira della sua amante, furiosa per avere incontrato la Montemario nello studio. Anche Filippo viene invitato a Pianavilla.

### Atto secondo
A Pianavilla, gli uomini sono immersi in una discussione, che li vede divisi tra scettici e favorevoli, sulla virtuosità delle donne. Giorgio dichiara che rimarrà per sempre scapolo. Giungono anche Pia ed Anna, e Rialto fa qualche velato accenno al suo passato interesse per Anna, che mette in imbarazzo la sorella di Giorgio.
Anna cerca poi di capire se Pia potrebbe essere interessata ad un fidanzamento con Giorgio, ma la cognata le risponde che Giorgio le dà soggezione. Anna, convinta che Giorgio sarebbe per Pia un buon partito, chiede a Massimo di intercedere favorevolmente per il fratello presso Alberto, di cui Massimo è un caro amico e con cui condivide la passione degli studi scientifici. Massimo acconsente, ma si capisce che è addolorato poiché anch'egli è innamorato di Pia.
Nel frattempo Filippo, che non sa resistere a lungo senza la compagnia di una donna, fa la corte a Ghita, figlia dell'ortolano di Pianavilla, e tenta persino un approccio con Anna, che prontamente lo mette a tacere.

### Atto terzo
Rialto decide di partire perché teme che non saprebbe resistere alla tentazione di corteggiare Anna. Anna, messa in apprensione da alcune battute dello stesso Rialto, cerca, inutilmente, di convincere Alberto a dedicarsi di più a lei e di meno ai suoi studi. Quando Rialto le comunica che lascerà presto Pianavilla, tra loro ha luogo una discussione che lascia Anna, già delusa dall'atteggiamento di Alberto, alquanto agitata. Anna, rimasta sola, prende una risoluzione: scrive a Rialto una lettera in cui lo prega di rimanere, e la consegna al servitore Ambrogio affinché la consegni allo stesso Rialto.
Giunge Arturo, al quale Anna fa credere che la sua agitazione nasca da una discussione avuta con Giorgio a proposito di Pia. Anna ne approfitta per chiedere ad Arturo di aiutarla a combinare il fidanzamento tra Pia e Giorgio, ma il padre non intende forzare i sentimenti di Giorgio. Anna chiede poi apertamente a Pia se sarebbe disposta a sposare Giorgio. Pia le risponde che lo farebbe per ubbidienza pur non amando Giorgio, ma le confessa di avere capito di amare Massimo. Scossa dai richiami al dovere fatti da Pia, Anna la prega di rincorrere Ambrogio e riprendere la lettera, che dice di avergli consegnato per errore.

### Atto quarto
Pia riesce a riavere la lettera, ma rientrando in casa, in un punto appartato del giardino, viene aggredita da Filippo, che a causa dell'oscurità la scambia per Ghita, con la quale aveva un appuntamento segreto. Pia si sente male e perde la lettera, che viene raccolta da Filippo.
Filippo, chiamato da Alberto e Arturo per essere rimproverato, consegna loro la lettera. Alberto, vedendo la scrittura di Anna, pensa ad un tradimento ed è furioso. Arturo per calmarlo, gli racconta la propria storia: anche lui, proprio a Pianavilla, aveva trovato una simile lettera della moglie, gliel'aveva sbattuta in faccia per rimprovero e la donna era morta per il dispiacere; per questo dolore da lunghi anni Arturo non era più venuto a Pianavilla. Anna confessa di essere l'autrice della lettera, ma le cose si appianano e Alberto si rasserena quando Pia, riavutasi, spiega che la stessa Anna le aveva parlato di un errore nella consegna della lettera.
Rientra Giorgio, che tutti credevano partito. Egli credeva che Pia si fosse recata volutamente nel luogo dove à stata aggredita, poiché Filippo gli aveva anticipato di avere un appuntamento, senza dirgli con chi. Pia viene difesa da Massimo, che la ragazza ringrazia e di cui rivela di essere innamorata.
Ora tutto si è accomodato e ad Arturo non resta che concludere: «Mi rimane a guarire mio figlio...».